# 미국포도
미국포도(美國葡萄, 학명: Vitis labrusca 비티스 라브루스카[*])는 포도과의 덩굴성 활엽수이다. 열매는 포도이다.

## 분포
북아메리카가 원산지이다. 미국에 분포한다.

## 같이 보기
- 포도(V. vinifera)